# Meeting aérien

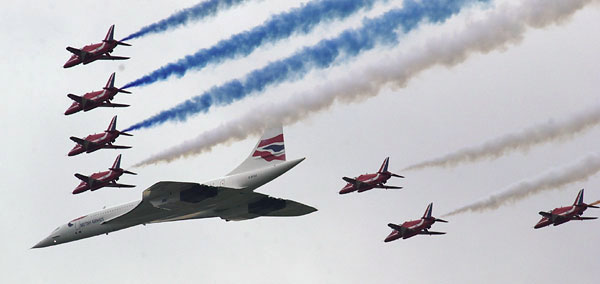
Le Concorde en formation avec les Red Arrows au jubilé de la Reine d'Angleterre.

Un meeting aérien, ou spectacle aérien, est une fête aérienne qui permet de faire découvrir le monde de l'aviation au grand public et de faire une démonstration de la dextérité et des prouesses des pilotes et de la qualité de leurs appareils.

## Histoire

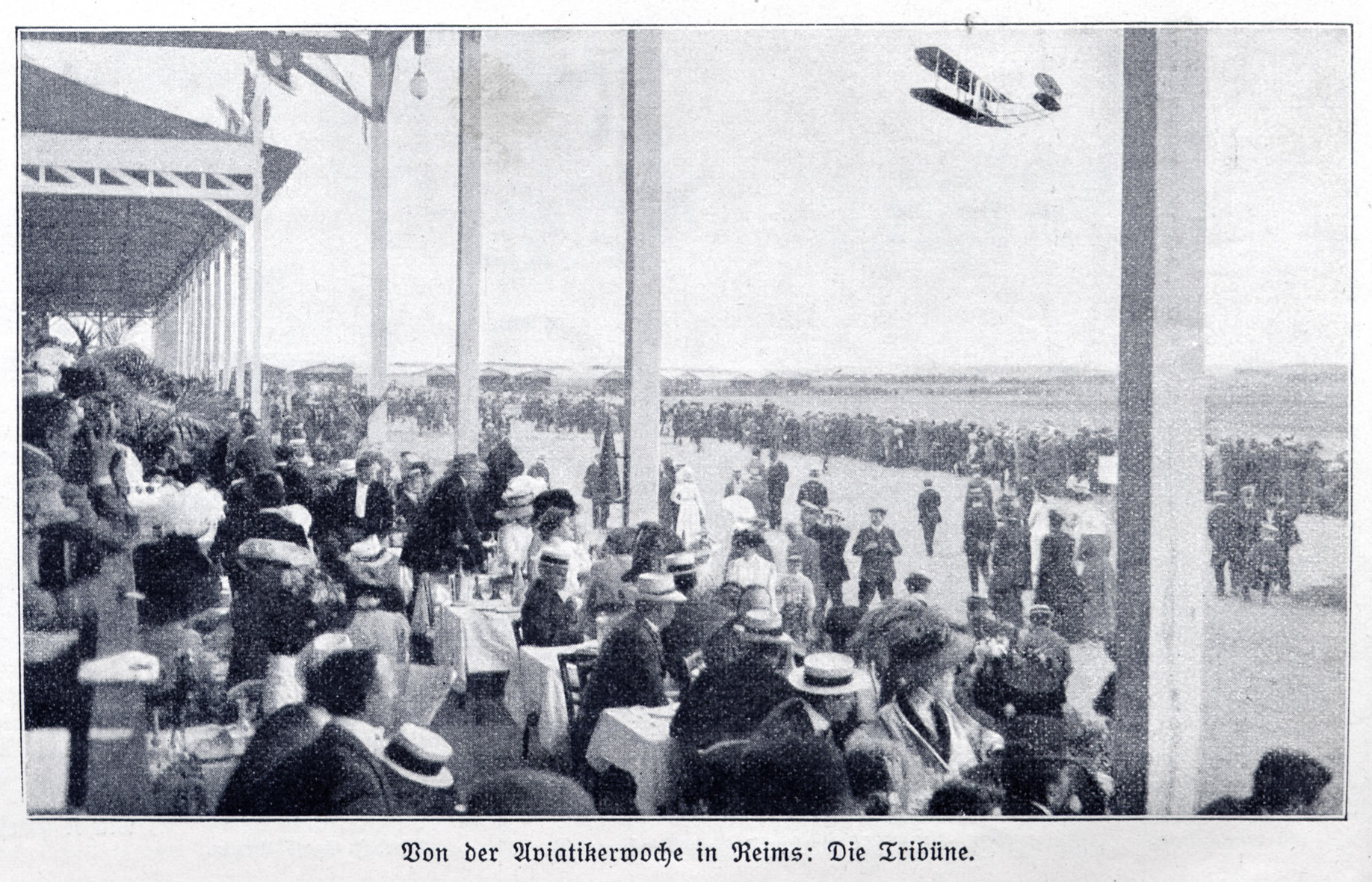
Grande Semaine d'aviation de la Champagne, en 1909

Les tout premiers meetings aériens au monde apparaissent en France à partir de 1906.
Le 23 octobre 1906, Alberto Santos-Dumont vole devant un public à Bagatelle, près de Paris,.
Les meetings prévus à Monaco, à Port-Aviation (à Viry-Châtillon) puis à Vichy sont tous annulés au premier semestre 1909. L'inauguration de l'aérodrome de Port-Aviation, le 23 mai 1909, donne toutefois lieu à des démonstrations aériennes publiques.
Du 28 juin au 19 juillet 1909 au champ d'aviation de la Brayelle près de Douai est organisé un meeting aérien. Le 3 juillet, Louis Blériot aux commandes de son monoplan effectue un vol de 47 km en 1 h 7. Le 15 juillet, Louis Paulhan avec son biplan bat le record de hauteur avec 150 m.
En août 1909, la Grande Semaine d'aviation de la Champagne, à Reims, consacre l'intérêt populaire massif pour l'aviation naissante. La Grande Semaine d'aviation de Rouen a lieu en juin 1910.

## Organisation
Fondamentalement, un meeting aérien est un vaste rassemblement de passionnés d'aviation civile ou militaire, amateurs d’évolutions aériennes à basse ou à haute altitude.
Durant les meetings, sont souvent organisés des baptêmes de l'air, des sauts de parachutistes.

## Patrouilles acrobatiques

Patrouille Suisse en formation

Les meetings aériens sont l'occasion pour des formations de plusieurs pilotes, des « patrouilles acrobatiques », de se produire. Celles-ci pratiquent la voltige aérienne.
Issues soit d'armées de l'air, soit d'initiatives privées, certaines connaissent une belle notoriété, dont : les Frecce Tricolori, la Patrouille Breitling, la Patrouille de France, la Patrouille Suisse, la Patrouille Royal Jordanian Falcon, les Red Arrows